# Rushville (Illinois)
Pour les articles homonymes, voir Rushville.
La ville de Rushville est le siège du comté de Schuyler, dans l'Illinois, aux États-Unis.